# Rund um den Henninger-Turm 1970
Il Rund um den Henninger-Turm 1970, nona edizione della corsa, si svolse il 1º maggio su un percorso di 225 km, con partenza e arrivo a Francoforte sul Meno. Fu vinto dal tedesco occidentale Rudi Altig della squadra GBC davanti all'olandese Joop Zoetemelk e all'italiano Ottavio Crepaldi.

## Ordine d'arrivo (Top 10)
| Pos. | Corridore            | Squadra           | Tempo    |
| ---- | -------------------- | ----------------- | -------- |
| 1    | Rudi Altig           | GBC               | 6h01'22" |
| 2    | Joop Zoetemelk       | Flandria-Mars     | a 8"     |
| 3    | Ottavio Crepaldi     | Salvarani         | a 12"    |
| 4    | Frans Verbeeck       | Geens-Watney      | a 45"    |
| 5    | Wim Schepers         | Caballero-Laurens | s.t.     |
| 6    | Jan Krekels          | Caballero-Laurens | s.t.     |
| 7    | Daniel Van Ryckeghem | Mann-Grundig      | s.t.     |
| 8    | Eddy Merckx          | Faemino-Faema     | s.t.     |
| 9    | Walter Godefroot     | Salvarani         | s.t.     |
| 10   | Harry Jansen         | Sonolor-Lejeune   | s.t.     |